# 보리스 스테메츠
보리스 스테메츠(프랑스어: Boris Steimetz, 1987년 7월 27일 ~ )는 프랑스의 수영 선수이다. 2008년 베이징 올림픽에서 은메달을 수상했다.